# AMC Networks International Latin America
AMC Networks International Latin America (anteriormente Pramer e Chello Latin America) é uma empresa e distribuidora de televisão por cabo latino-americana que pertence à AMC Networks International.
Fundada em 1993 como Productora América (PRAMER), como uma subsidiária da Liberty Media, tinha sede em Buenos Aires, e operava canais em toda a América Latina junto com a Claxson Interactive Group, como Imagen Satelital, TV Chile, Hallmark Channel, Canal Brasil, P+E, Locomotion, Plus Satelital, RealityTV, The Big Channel, América Sports, Europa Europa, Space, Discovery Channel, Casa Club,
Siempre Mujer, Cosmopolitan, Magic Kids e Film&Arts Bravo. Em 2013, se fundiu com a Chellomedia (dona da MGM Networks) para formar a Chello Latin America. Em 2014 mudou seu nome para AMC Networks International Latin America, já que a Liberty Global vendeu a Chellomedia para a AMC Networks (anteriormente conhecida como Rainbow Media).
A MGM Networks foi fundada em 1997 como uma joint-venture entre a Metro-Goldwyn-Mayer e a LAPTV (atual Fox Networks Group Latin America, desde 2019 uma divisão da Walt Disney Television), e operava canais como MGM Channel, Zoomoo e Casa Club até a sua venda para a Chellomedia em 2012.

## Canais produzidos
- AMC América Latina
- AMC Brasil
- Film&Arts
- El Gourmet
- Europa Europa
- Más Chic

## Canais extintos
- MGM América Latina
- MGM Brasil
- Cosmopolitan TV
- Casa Club
- RealityTV
- Machinima (SVOD)
- Sundance TV